# Acalolepta semisericea
Acalolepta semisericea är en skalbaggsart som först beskrevs av Maurice Pic 1935.  Acalolepta semisericea ingår i släktet Acalolepta och familjen långhorningar. Inga underarter finns listade i Catalogue of Life.